# Montagnes Froides
Les montagnes Froides (en russe : Холодный хребет, Kholodny khrebet) sont l'une des trois principales chaînes de montagnes, avec les montagnes Bleues et les montagnes Bleues orientales, qui constituent la limite occidentale de la cordillère du Sikhote-Aline. Il s'agit d'un massif montagneux relativement bas avec des altitudes supérieures de 500 à 800 m.

## Géographie et géomorphologie
La crête a une formation sinueuse (10–30 km), par endroits elle se transforme en larges montagnes peu élevées (300 à 500 m) et s'étend du nord au sud dans la partie centrale du Primorié. À l'ouest de celle-ci s'étendent parallèlement des montagnes encore plus basses, les montagnes Bleues orientales. La limite entre les montagnes Bleues orientales et les montagnes Froides est formée par la rivière Oussouri,.
La chaîne Froide elle-même occupe en fait l'interfluve de ses deux affluents droits, la rivière Dorojnaïa (avec un affluent de la rivière Otkosnaïa) et la rivière Krylovka. Les villages de Khvichtchanka et de Bolchié Klioutchi sont situés sur le versant ouest. Le village de Gorny, dans le raïon de Kirovski, est situé au cœur des montagnes. La crête appartient à la catégorie des montagnes en blocs plissés sur des structures mésozoïques et cénozoïques. La formation du relief a été particulièrement active aux périodes du Néogène et du Quaternaire, lorsque se produisaient la compression et la surrection des montagnes, et les zones de basse montagne représentent en partie des reliques du relief pré-crétacé. De plus, lors de la formation de la chaîne, une contribution importante a été apportée par l'introduction de petites intrusions uniques du Crétacé supérieur et d'intenses mouvements de blocs de la période cénozoïque. Entre les montagnes Bleues et Froides se trouve la dépression intra-montagneuse de Khvichtchanka de la période de formation cénozoïque,.
Sur le territoire du raïon de Kirovski du Primorié, à la jonction des crêtes Froides et Gorbaty, un sommet sans nom culmine à 904 m d'altitude. Un autre sommet important est le mont Bogomolka, à 568 m d'altitude, qui est situé à la partie sud de la crête.

### Flore et faune
Le climat est celui de la mousson, avec des hivers froids et glacials (température moyenne en janvier : −19 °C) et des étés chauds et humides. Les espèces de conifères prédominent avec quelques arbres et arbustes à feuilles larges. Parmi les oiseaux notés figurent la pie bleue, la corneille noire et la corneille à gros bec. Parmi les mammifères trouvés sur les pentes de la crête figurent le renard, le blaireau, le lynx et le chien viverrin.
Le tigre de l'Amour, l'ours Oussouri, le goral de l'Amour, le tamia, les écureuils et d'autres espèces typiques d'Extrême-Orient ont été notés. Les oiseaux comprennent l'aigle royal, le hibou grand-duc et la chouette épervière. Dans les forêts sombres de conifères des zones qui ont échappé à l'exploitation forestière excessive et aux incendies de forêt à des altitudes d'environ 600 à 800 m, on observe le pouillot ardoisé (Phylloscopus plumbeitarsus).